# Nicholas Rogers (Schauspieler)
Nicholas Rogers (* 6. März 1969 in Sydney) ist ein australischer ehemaliger Filmschauspieler und Fotomodell.

## Leben
Zusammen mit seinen Brüdern Steve und Tim verlebte Rogers seine Kindheit in der Nähe von Sydney. Nachdem er mit 17 Jahren die Schule abgeschlossen hatte, begann Rogers bei einer US-amerikanischen Modeagentur zu arbeiten, wo er knapp zwei Jahre als Model für Jeans tätig war.
1993 wurde er von dem italienischen Filmregisseur Lamberto Bava für die Rolle des bösen Zauberers Tarabas in der Fantasyverfilmung Prinzessin Fantaghirò besetzt. Es sollte seine bekannteste Rolle werden.
Nachdem er auch in Die falsche Prinzessin und der 4-teiligen Fernsehreihe Die Piraten der Karibik unter der Regie von Lamberto Bava wilde und undurchsichtige Charaktere verkörpert hatte, stellte er in Maria – Tochter ihres Sohnes, einer Bibelverfilmung aus dem Jahr 2000, Jesus Christus dar. Im Jahr 2005 stand er für den Kurzfilm The Razor’s Edge vor der Kamera.
Rogers ist seit 2007 verheiratet. Das Paar hat einen Sohn und es betreibt einen Modeladen, der Kleidung auf ökologischer Basis produziert.